# Сингбури
Сингбу́ри (тайск. สิงห์บุรี) — город в Таиланде, столица одноимённой провинции.

## География
Город находится в 127 км к северу от центра Бангкока на берегах реки Чаупхрая.

## Население
По состоянию на 2015 год население города составляет 17 642 человека. Плотность населения — 2259 чел/км². Численность женского населения (53,5 %) превышает численность мужского (46,5 %).